# Uati Iutana
Iutana Uati Iutana (ur. 31 sierpnia 1969 w Vaitele) – samoański zapaśnik walczący w obu stylach. Olimpijczyk z Seulu 1988, gdzie odpadł w eliminacjach w kategorii 74 kg w stylu wolnym.
Siódmy na igrzyskach Wspólnoty Narodów w 2002. Dwa złote medale na igrzyskach Pacyfiku w 1999 i brązowy w 2007. Trzykrotny medalista mistrzostw Oceanii w latach 2007–2007.
Jego bracia: Faʻafetai Iutana (olimpijczyk z Sydney 2000) i Faamanu Falo byli również zapaśnikami.
- Turniej w Seulu 1988

Przegrał z Adama Damballeym z Gambii i Pekką Rauhalą z Finlandii.